# Parma Associazione Sportiva 1940-1941
Questa pagina raccoglie le informazioni riguardanti il Parma Associazione Sportiva nelle competizioni ufficiali della stagione 1940-1941.

## Stagione
Dopo quattro anni torna sulla panchina dei bianco crociati Alfredo Mattioli e a Parma si nutrono ambizioni di primato. 
Poi sul campo la squadra deve cedere il passo alla sorpresa Audace San Michele e chiudere al quinto posto finale malgrado le venti reti messe a segno da Luigi Del Grosso e le undici realizzate da Giuseppe Carlo Ferrari. Ma mentre l'attacco ha fatto faville e ha realizzato più di tutti e quindi anche più della rivelazione capolista, 56 reti contro 49, l'allegra difesa dei ducali ha subito quasi il doppio, 48 il Parma contro le 26 dei veronesi, ecco dove stanno i nove punti finali di differenza.

## Rosa
| N. |                    | Ruolo | Calciatore             |
| -- | ------------------ | ----- | ---------------------- |
|    | Italia (bandiera)  | P     | Armando Belletti       |
|    | Italia (bandiera)  | C     | Mario Bocchi           |
|    | Italia (bandiera)  | D     | Mario Bonini           |
|    | Italia (bandiera)  | D     | Danilo Casagrande      |
|    | Italia (bandiera)  | C     | Amedeo Cattani         |
|    | Italia (bandiera)  | D     | Alfredo Dall'Aglio     |
|    | Italia (bandiera)  | A     | Luigi Del Grosso       |
|    | Italia (bandiera)  | A     | Giuseppe Carlo Ferrari |
|    | Italia (bandiera)  | D     | Nello Filippelli       |
|    | Uruguay (bandiera) | A     | Ricardo Frione         |
|    | Italia (bandiera)  | C     | Antonio Gandolfi       |
|    | Italia (bandiera)  | D     | Aristide Griffith      |
|    | Italia (bandiera)  | C     | Venuto Lombatti        |

| N. |                   | Ruolo | Calciatore           |
| -- | ----------------- | ----- | -------------------- |
|    | Italia (bandiera) | A     | Ennio Mainardi       |
|    | Italia (bandiera) | D     | Decimo Martelli      |
|    | Italia (bandiera) | P     | Giuseppe Panciroli   |
|    | Italia (bandiera) | C     | Vittorio Pavarani    |
|    | Italia (bandiera) | D     | Ezio Pedroni         |
|    | Italia (bandiera) | D     | Mario Perego         |
|    | Italia (bandiera) | C     | Angelo Piccioli      |
|    | Italia (bandiera) | C     | Augusto Ponticelli   |
|    | Italia (bandiera) | C     | Guido Ponzi          |
|    | Italia (bandiera) | C     | Edmondo Silvestrelli |
|    | Italia (bandiera) | D     | Leo Trovati          |
|    | Italia (bandiera) | P     | Alberto Viglioli     |
|    | Italia (bandiera) | A     | Augusto Zampa        |

## Risultati

### Serie C

#### Girone di andata
| Arbitro: | Di Pasquale (Varese) |

|                                     |           |              |
| Pane 8’ Battaglia 44’ Scorsetti 70’ | Marcatori | 77’ Piccioli |

| Arbitro: | Zeni (Casalpusterlengo) |

|                             |           |            |
| Gandolfi 22’ Del Grosso 63’ | Marcatori | 5’ Bulloni |

| Arbitro: | Ferrari (Vicenza) |

|          |           |  |
| Beghi 9’ | Marcatori |  |

| Arbitro: | Canavesio (Torino) |

|                               |           |                 |
| Ferrari 20’ (rig.) 76’ (rig.) | Marcatori | 17’, 49’ Renica |

| Arbitro: | Garassino (Varese) |

|           |           |                             |
| Fosti 75’ | Marcatori | 55’ Frione 72’, 79’ Ferrari |

| Arbitro: | Cicardi (Lecco) |

|                         |           |             |
| Lombatti 34’ Frione 41’ | Marcatori | 81’ Teruzzi |

| Arbitro: | Scotto (Savona) |

|                                              |           |                  |
| Lecchi 6’, 15’, 75’ Ronconi 52’ Basaglia 65’ | Marcatori | 20’, 69’ Ferrari |

| Arbitro: | Di Pasquale (Varese) |

|  |           |                         |
|  | Marcatori | 31’ Colombi 71’ Pesenti |

| Arbitro: | Ghetti (Modena) |

|                           |           |  |
| Mainardi 10’ Gandolfi 46’ | Marcatori |  |

| Arbitro: | Parpaiola (Padova) |

|             |           |  |
| Carelli 67’ | Marcatori |  |

| Arbitro: | Zambotto (Padova) |

|            |           |                              |
| Frione 84’ | Marcatori | 6’ Frattini 41’, 70’ Maestri |

| Milano 12 gennaio 1941 12ª giornata | Alfa Romeo       | 0 – 0 | Parma | Campo Dopolavoro Alfa Romeo\| Arbitro: \| Nerozzi (Verona) \| |
| Arbitro:                            | Nerozzi (Verona) |       |       |                                                               |

| Arbitro: | Barbieri (Genova) |

|                                              |           |                            |
| Ferrari 20’ (rig.) Frione 44’ Del Grosso 86’ | Marcatori | 40’ Scategni 88’ Marazzini |

| Arbitro: | Bogetti (Torino) |

|           |           |                               |
| Gelosa 4’ | Marcatori | 23’ Frione 27’ (rig.) Ferrari |

| Arbitro: | Capitanio (Venezia) |

|                |           |                         |
| Del Grosso 10’ | Marcatori | 65’ Grignone 78’ Melato |

### Girone di ritorno
| Arbitro: | Gorini (Milano) |

|                                                                             |           |               |
| Lombatti 9’ Ferrari 34’ (rig.) Del Grosso 50’ Benech 73’, 86’ Casagrade 76’ | Marcatori | 75’ Battaglia |

| Arbitro: | Buratti (Milano) |

|                                 |           |                                 |
| Goffi 82’ Arcari III 88’ (rig.) | Marcatori | 37’ Ferrari 79’, 85’ Del Grosso |

| Arbitro: | Motta (Milano) |

|                            |           |            |
| Del Grosso 10’ Ferrari 56’ | Marcatori | 26’ Zecchi |

| Palazzolo sull'Oglio 16 marzo 1941 19ª giornata | Pro Palazzolo      | 0 – 0 | Parma | Campo Comunale\| Arbitro: \| Cardinali (Milano) \| |
| Arbitro:                                        | Cardinali (Milano) |       |       |                                                    |

| Arbitro: | Zelocchi (Modena) |

|                          |           |  |
| Del Grosso 30’, 40’, 71’ | Marcatori |  |

| Arbitro: | Di Pasquale (Varese) |

|  |           |                             |
|  | Marcatori | 17’ Mainardi 33’ Del Grosso |

| Arbitro: | Codeluppi (Lodi) |

|                           |           |                |
| Lombatti 30’ Mainardi 72’ | Marcatori | 67’ Giovenzana |

| Arbitro: | Giambone (Venezia) |

|                                       |           |                             |
| Pasquali 28’ Colombi 58’ Cordioli 75’ | Marcatori | 36’ Mainardi 83’ Del Grosso |

| Arbitro: | Andreoni (Milano) |

|              |           |  |
| Bertuzzi 80’ | Marcatori |  |

| Arbitro: | Gambarelli (Nembro) |

|                       |           |               |
| Frione 71’ Bocchi 89’ | Marcatori | 18’ Azzimonti |

| Arbitro: | Mazza (Torre del Greco) |

|                                                   |           |                                  |
| Mantovani II 49’ Moretti 53’ (rig.) Marmiroli 80’ | Marcatori | 29’, 37’ Del Grosso 69’ Mainardi |

| Arbitro: | Ferorelli (Napoli) |

|                          |           |                             |
| Del Grosso 10’, 51’, 85’ | Marcatori | 27’, 80’ Fava 47’ Bonifacio |

| Arbitro: | Mendo (Trento) |

|                                                             |           |             |
| Scategni 25’ Reggiani 64’ Gamberini 69’ Faita 75’ Fossa 85’ | Marcatori | 8’ Lombatti |

| Arbitro: | Mazzoli (Genova) |

|                                                 |           |              |
| Lombatti 5’ Del Grosso 20’, 35’ Frione 75’, 89’ | Marcatori | 51’ Mandelli |

| Arbitro: | Bergomi (Milano) |

|            |           |                |
| Zorzolo 2’ | Marcatori | 24’ Del Grosso |